# 이유 (소설)
《이유》(理由)는 미야베 미유키가 쓴 장편 추리소설이다. 1996년 9월 2일부터 1997년 9월 20일까지 석간 〈아사히 신문〉에 연재되었고 가필하여 1998년 5월 15일 아사히 신문사를 통하여 단행본이 발행되었다. 제120회 나오키 산주고상을 수상하였다.

## 줄거리
아라카와구의 고급 맨션 〈반다루 센주기타 뉴시티〉 웨스트타워 2025호에서 네 개의 시체가 발견된다. 한 명은 추락사 하였고 나머지는 누군가에게 살해당한 것으로 보인다. 처음에는 이 네 명이 가족인것 같았으나 수사가 진행되며 이들이 남남인 것으로 밝혀진다. 이들은 왜 가족으로 살게 되었으며 왜 죽게되었는가 라는 의문을 수많은 등장인물의 관점을 통해 고찰하며 다큐멘터리 기법으로 그려나간다.

## 출판 정보
- 단행본: 1998년 5월 15일, 아사히 신문사, ISBN 9784022572448
- 문고본: 2002년 8월 9일, 아사히 문고, ISBN 9784022642950
- 한국어판: 2005년 12월 20일, 청어람미디어, ISBN 9788989722809

## 영상화 작품

### 드라마W 2004년판
WOWOW의 드라마 W로 2004년 4월 29일 방송되었다.

#### 출연진
(등장순)
- 파출소의 이시카와 순사장 - 무라타 타케히로
- 파출소의 여중생 - 나카하마 나미코
- 카타쿠라 노부코 - 테라지마 사키
- 반다루 센주기타 뉴시티 관리인 사노 토시아키 - 키시베 잇토쿠
- 1225호 입주인 사토 요시오 - 오오와다 신야
- 관리인 사노의 아내 사노 나오코 - 코바야시 카오리
- 2024호 입주인 가사이 미에코 - 히사모토 마사미
- 라디오 아나운서 - 야스다 케이이치로
- 가사이 미에코의 남편 - 오쿠보 하쿠보
- 경찰관1 - 코이소 카츠야
- 경찰관2 - 와카바야시 켄
- 코이토 노부야스의 아내 코이토 시즈코 - 후부키 준
- 코이토 노부야스 - 야마다 타츠오
- 카타쿠라 하우스의 주인 카타쿠라 요시후미 - 에모토 아키라
- 요시후미의 아내 카타쿠라 유키에 - 와타나베 에리
- 요시후미의 어머니 카타쿠라 타에코 - 스가이 킨
- 2026호 입주인 키타바타케 아츠코 - 코바야시 사토미
- 아츠코의 시어머니 키타바타케 치에코 - 카자미 아키코
- 스나가와 사토코라 불린 여자 아키요시 카츠코 - 코테가와 유코
- 스나가와 토메라 불린 여자 미타 하츠에 - 토네 하루에
- 스나가와 노부오 - 아야타 토시키
- 야시로 유지 - 카세 료
- 810호 입주인 시노다 이즈미- 타베 미카코
- 아야코의 어머니 타카라이 토시코 - 히다리 토키에
- 아야코의 남동생 타카라이 야스타카 - 호소야마다 타카히토
- 아야코의 아버지 타카라이 무츠오 - 벵갈
- 타카라이 아야코 - 이토 아유미
- 이시다 나오즈미의 어머니 이시다 누키에 - 미나미다 요코
- 〈잇키부동산〉 사장 하야카와 잇키 - 이시바시 렌지
- 〈아키라완구〉 원주인 A씨 - 마로 아카지
- A씨의 아내 - 토고 하루코
- 젊은 남자 버티기꾼 - 야나기자와 신고
- 젊은 여자 버티기꾼 - 시마자키 와카코
- 이시다 나오즈미의 변호사 토무라 로쿠로 - 코바야시 넨지
- 이시다 나오즈미의 장남 이시다 나오키 - 미야자키 마사루
- 이시다 나오즈미의 장녀 이시다 유카리 - 미야자키 아오이
- 이시다 나오즈미 - 카츠노 히로시

#### 수상
- 2014년 제14회 일본영화비평가대상 감독상 (오바야시 노부히코)